# Urbain III
Pour les articles homonymes, voir Urbain.
Urbain III (Uberto Crivelli), né à Cuggiono près de Milan vers 1120 et mort le 20 octobre 1187 à Ferrare, est le 172e pape de l’Église catholique. Il règne du 1er décembre 1185 jusqu'à sa mort en 1187.
Né d'une famille noble, Uberto Crivelli est d'abord nommé cardinal en 1182 puis archevêque en 1185. Il est ensuite élu pape le 25 novembre 1185 à la mort de Lucius III et consacré le 1er décembre sous le nom de Urbain III.

## Biographie

### Formation
Uberto Crivelli naît en 1120 dans la noble famille milanaise Crivelli. Il est le grand-oncle de Célestin IV. Sa famille étant vavasseurs, elle possède de nombreux territoires et fait partie des plus fervents opposants à Frédéric Barberousse. Le 26 mars 1162, Frédéric Barberousse rase Milan et une partie de la famille Crivelli, dont Uberto, décide de s'exiler en France. Il devient archidiacre de Bourges,.
Après la reconstruction de Milan, Uberto revient et devient chanoine puis archidiacre de la cathédrale de Milan. En 1170, il fonde le monastère San Pietro all'Olmo (it). Il soutient Galdino dans sa volonté de retirer les prêtres proches de Frédéric Barberousse.
Il participe à l'élection pontificale de 1181 qui marque le début du pontificat de Lucius III. En 1182, Lucius III le nomme cardinal de San Lorenzo in Damaso,,, puis évêque de Verceil,.

### Pontificat
Le 25 novembre 1185, Lucius III meurt et le même jour, Uberto Crivelli est élu pour lui succéder. Il est consacré le 1er décembre 1185, à Vérone,, après la démission de Henri de Marcy. Comme son prédécesseur, il conteste Frédéric Barberousse et hérite d'une situation tendue avec l'empereur.
Lorsque le 27 janvier 1186, Constance, fille de Roger II de Sicile, épouse Henri, fils de Frédéric, Urbain III y voit une tentative de ruiner le pouvoir pontifical,. Il suspend de leurs fonctions tous les prélats ayant participé à la cérémonie,.
Explicitement opposé au pouvoir impérial, Urbain III consacre l'archevêque de Trêves Folmar de Carden (en) à la place du candidat de Frédéric, le 1er juin 1186. Frédéric répond en envoyant son fils Henri ravager les États pontificaux,,. L'épiscopat germanique, contrairement à ce que souhaitait Urbain III, se range du côté de Frédéric.
En octobre 1187, Urbain III décide de se rendre à Venise afin de rendre un jugement sur l'excommunication de Frédéric, les véronais n'ayant pas voulu que le jugement se tienne dans leur ville,,. Pris d'un malaise, Urbain III s'arrête à Ferrare et meurt dans cette ville le 20 octobre 1187,. Selon Benoît de Peterborough, la prise de Jérusalem par Saladin le 2 octobre aurait été la raison de sa mort, mais William de Newburgh affirme que la nouvelle n'est arrivée qu'après l'élection de Grégoire VIII.